# Nectar, Alabama
Nectar là một thị trấn thuộc quận Blount, tiểu bang Alabama, Hoa Kỳ. Dân số năm 2009 là 429 người, mật độ đạt 91 người/km².